# Pedranópolis (ort)
Pedranópolis är en ort i Brasilien.   Den ligger i kommunen Pedranópolis och delstaten São Paulo, i den södra delen av landet, 500 km söder om huvudstaden Brasília. Pedranópolis ligger 480 meter över havet och antalet invånare är 2 558.
Terrängen runt Pedranópolis är platt. Närmaste större samhälle är Fernandópolis, 14,7 km väster om Pedranópolis.
Omgivningarna runt Pedranópolis är en mosaik av jordbruksmark och naturlig växtlighet. Runt Pedranópolis är det ganska glesbefolkat, med 21 invånare per kvadratkilometer.